# Deepak Devrani
Deepak Devrani (Nuova Delhi, 10 dicembre 1992) è un calciatore indiano, difensore dell'Inter Kashi, in prestito dal Punjab FC.

## Caratteristiche tecniche
È un difensore centrale.

## Carriera

### Club
Ha giocato nella prima divisione indiana.

### Nazionale
Ha giocato nelle nazionali giovanili indiane Under-16, Under-19 ed Under-23.

## Statistiche

### Presenze e reti nei club
| Stagione           | Squadra            | Campionato         | Campionato | Campionato | Coppe nazionali | Coppe nazionali | Coppe nazionali | Coppe continentali | Coppe continentali | Coppe continentali | Altre coppe | Altre coppe | Altre coppe | Totale | Totale |
| Stagione           | Squadra            | Comp               | Pres       | Reti       | Comp            | Pres            | Reti            | Comp               | Pres               | Reti               | Comp        | Pres        | Reti        | Pres   | Reti   |
| ------------------ | ------------------ | ------------------ | ---------- | ---------- | --------------- | --------------- | --------------- | ------------------ | ------------------ | ------------------ | ----------- | ----------- | ----------- | ------ | ------ |
| 2019-2020          | TRAU               | IL                 | 12         | 2          | SC              | -               | -               | -                  | -                  | -                  | -           | -           | -           | 12     | 2      |
| 2020-2021          | Gokulam Kerala     | IL                 | 14         | 0          | -               | -               | -               | -                  | -                  | -                  | DC          | 1           | 0           | 15     | 0      |
| 2021-2022          | Chennaiyin         | ISL                | 4          | 0          | -               | -               | -               | -                  | -                  | -                  | -           | -           | -           | 4      | 0      |
| 2022-2023          | RoundGlass Punjab  | IL                 | 8          | 1          | SC              | 0               | 0               | -                  | -                  | -                  | -           | -           | -           | 8      | 1      |
| Totale Punjab      | Totale Punjab      | Totale Punjab      | 8          | 1          |                 | 0               | 0               |                    | -                  | -                  |             | 0           | 0           | 8      | 1      |
| 2023-2024          | Inter Kashi        | IL                 | 11         | 1          | SC              | 1               | 0               | -                  | -                  | -                  | -           | -           | -           | 12     | 1      |
| 2024-2025          | Inter Kashi        | IL                 | 0          | 0          | SC              | 0               | 0               | -                  | -                  | -                  | DC          | 0           | 0           | 0      | 0      |
| Totale Inter Kashi | Totale Inter Kashi | Totale Inter Kashi | 11         | 1          |                 | 1               | 0               |                    | -                  | -                  |             | 0           | 0           | 12     | 1      |
| Totale carriera    | Totale carriera    | Totale carriera    | 49         | 4          |                 | 1               | 0               |                    | -                  | -                  |             | 1           | 0           | 51     | 4      |

## Palmarès

### Competizioni nazionali
- I-League: 4

Minerva Punjab: 2017-2018
Gokulam Kerala: 2020-2021
RoundGlass Punjab: 2022-2023
Inter Kashi: 2024–2025